# Спасский сельский совет (Новомосковский район)
Спасский сельский совет (укр. Спаська сільська рада) — упраздненный орган самоуправления в составе Новомосковского района Днепропетровской области Украины. После реформы 2020 года вошел в состав Подгородненской городской общины.
Административный центр сельского совета находится в 
с. Спасское.

## Населённые пункты совета
- с. Спасское
- с. Дмитровка
- с. Хуторо-Губиниха